# Casa-fàbrica Rogent-Roig
La casa-fàbrica Rogent-Roig és un edifici situat al carrer d'en Robador, 29 i 31 del Raval de Barcelona. Com que no està catalogat, li correspon la categoria D (bé d'interès documental), atorgada per defecte a tots els edificis del districte de Ciutat Vella.

## Història

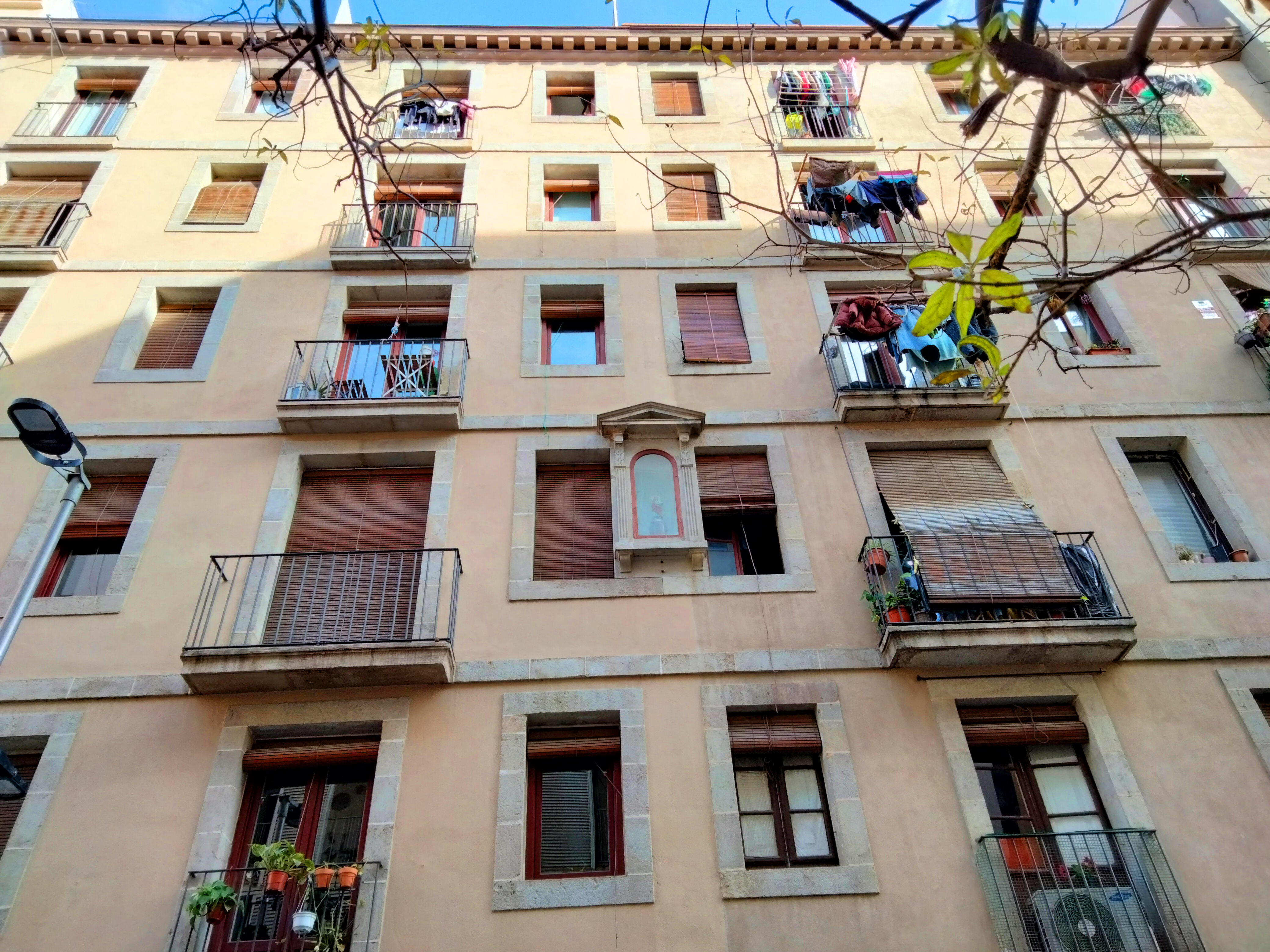
Detall de la façana amb la fornícula

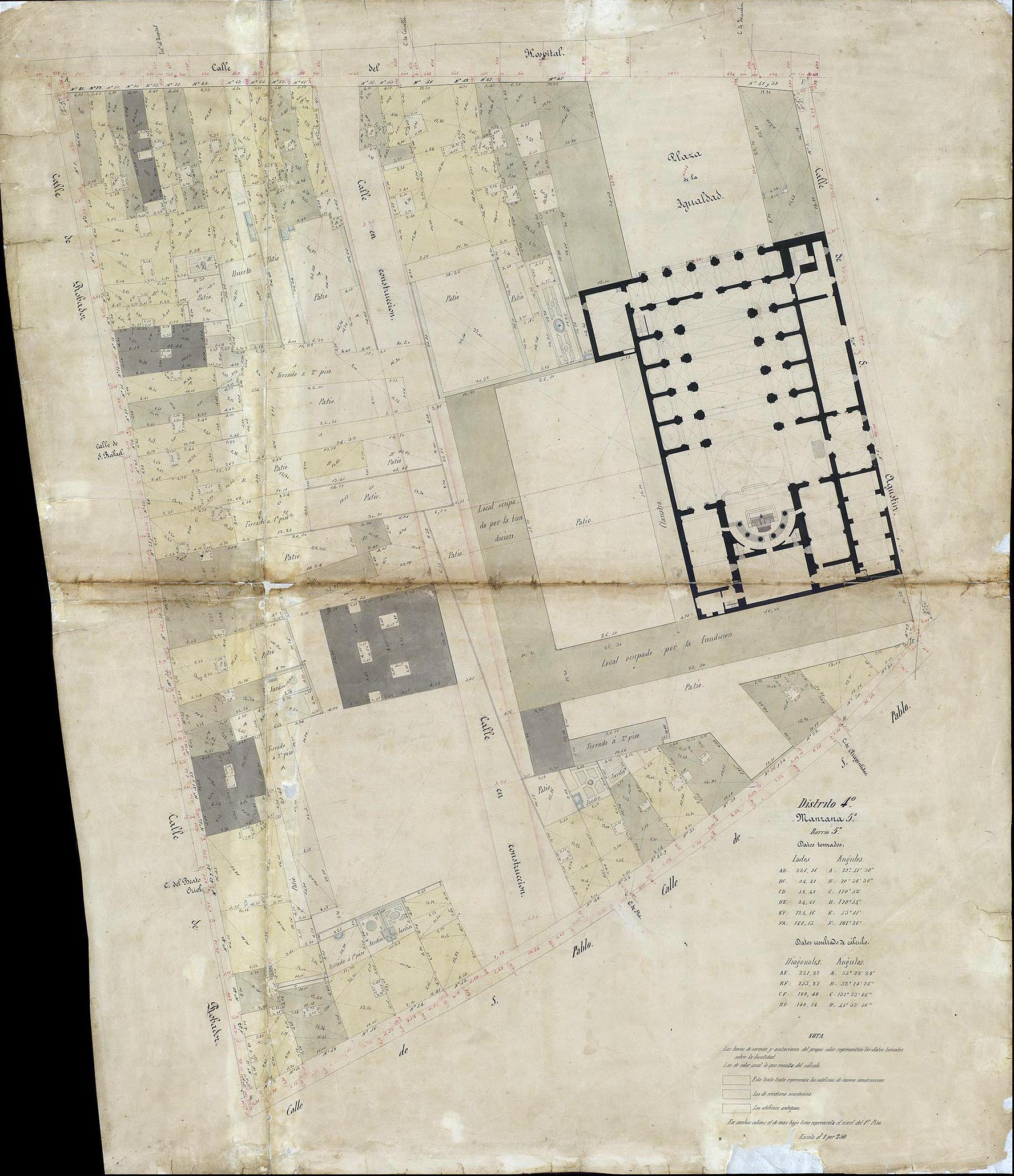
Quarteró núm. 96 de Garriga i Roca (c. 1860)

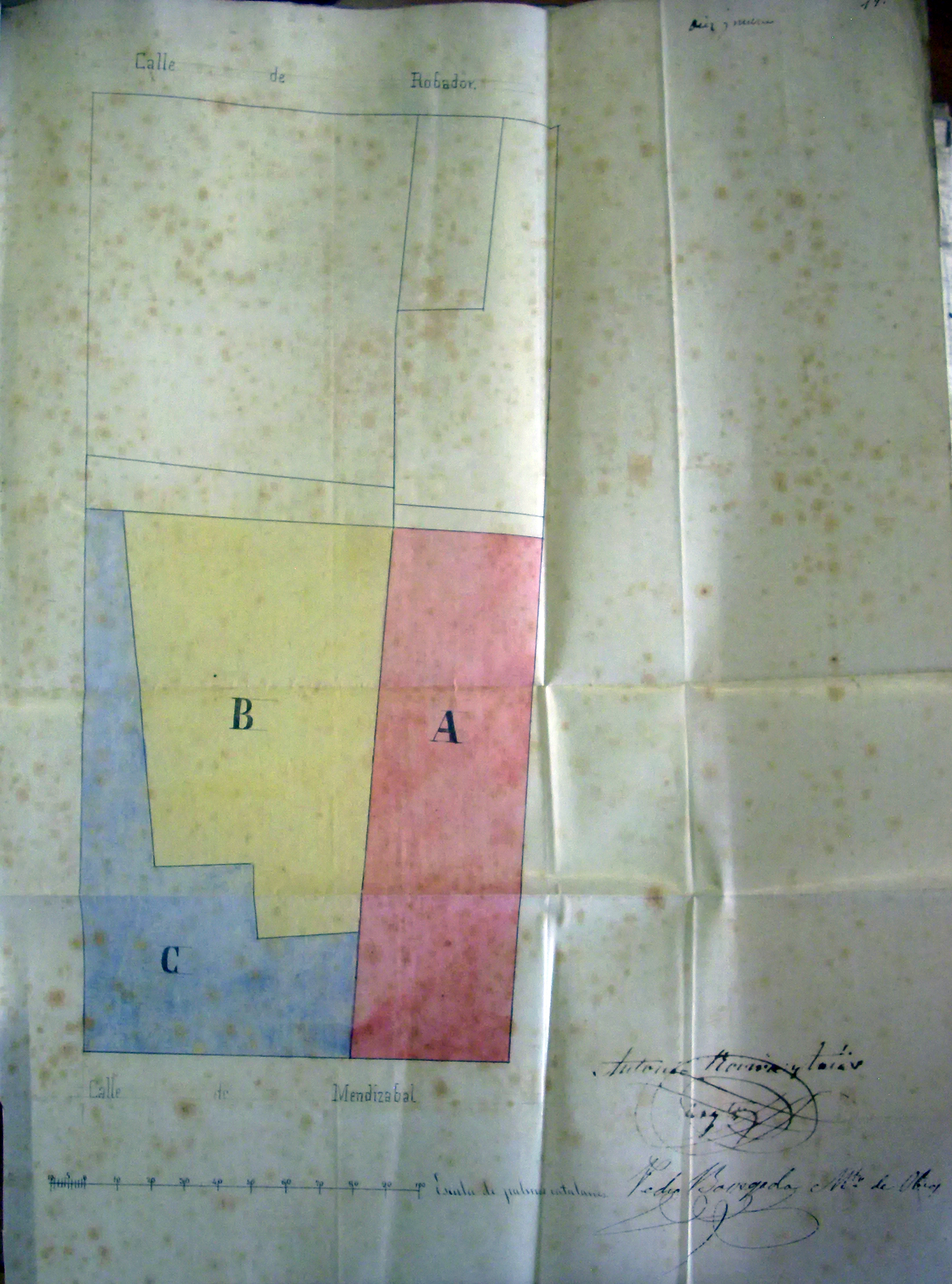
Terrenys adquirits per Joaquim Gurri el 1864: A) Part del carrer d'en Robador, 25. B) Solar de la «quadra». C) Part de l'Hort d'en Morlà

El 1830, van ser posades en subhasta a instàncies del concurs de creditors d'Antoni Mestre i Demestre les anomenades «cases de la Mare de Déu», descrites com «una casa grande buena para fábrica con sus cuadras, noria, alberca y huerto». El 1832, foren adquirides, juntament amb una altra finca veïna (actual núm. 25) pel fabricant de filats de cotó Josep Rogent (que havia obtingut la medalla de bronze a l'Exposició Industrial de Madrid del 1827), que tot seguit, va demanar permís per a reedificar-les segons el projecte del mestre de cases Bernat Pou. Poc després, va demanar permís per a col·locar una fornícula a la façana del nou edifici.
Posteriorment, el fabricant d'aprests Salvador Roig, que també havia obtingut la medalla de bronze a la mateixa exposició per «tafiletes y badanas tafiletadas», va instal·lar-hi un establiment per donar brillantor (lustre en castellà) a les peces que li proporcionaven diversos fabricants. Aquest tenia un «bogit» (motor cilíndric) mogut per 6 cavalls, que el 1846 va substituir per una màquina de vapor de 3 CV, segons els plànols de l'arquitecte Josep Fontserè i Domènech.
El 1857 hi havia la fàbrica de teixits de Bonaiges i Cia, traslladada posteriorment al carrer de l'Aurora, 12.
El 1864, els hereus de Josep Rogent van vendre el solar de la «quadra» (juntament amb un altre terreny al darrere del núm. 25 del carrer d'en Robador) al navilier Joaquim Gurri i Prats, que també va adquirir un porció de l'hort d'en Morlà als germans Jaume i Ramon Bach i Morlà, on va fer construir les cases núms. 14 i 16 del carrer de Mendizàbal (actual Junta de Comerç), obra de l'arquitecte Antoni Rovira i Trias.
A principis del segle xxi, els habitants de la finca del núm. 29 van ser víctimes d'assetjament immobiliari per part de l'empresa que l'havia adquirit per reformar-la.